# Lamprechtsofen
Der Lamprechtsofen (auch Lamprechtshöhle oder Lamprechtsofenhöhle) ist eine seit Jahrhunderten bekannte Höhle in den Leoganger Steinbergen im Bundesland Salzburg. Die Höhle ist auf 60 Kilometer Länge und 1727 m Tiefe erforscht und somit die tiefste Höhle Österreichs und die fünftiefste der Welt (Stand Jänner 2022).

## Lage und Hydrographie
Der Eingang der Höhle liegt im Saalachtal, direkt an der Pinzgauer Straße (B311) zwischen Lofer und Saalfelden, bei der Ortschaft Obsthurn.
Das Höhlensystem erstreckt sich über mehr als 1700 Höhenmeter. Der Höhlenbach des Lamprechtsofen ist die Hauptentwässerung der Leoganger Steinberge. Markierungsversuche haben gezeigt, dass sein Einzugsgebiet bis in die obersten Teile des Ebersbergkares am Birnhorn reicht. Dort liegt in 2296 m Seehöhe ein 1998 entdeckter zweiter Zugang. Das ebenfalls im Kar liegende Wieserloch ähnelt geologisch, entwässert aber zum Vorderkasergraben, einem Nebental des Schidergrabens bei Obsthurn.
Die Schüttung der Lamprechtsofen-Karstriesenquelle beträgt im Winter nur um 10 l/s, bei Starkwasser, besonders nach der Schneeschmelze und bei Wolkenbrüchen, wurden über 1000 l/s gemessen. Während die winterliche Abflussgeschwindigkeit des Gesamtsystems um 33 Meter pro Stunde beträgt, wurden zur Zeit der Schneeschmelze 330 m/h bestimmt.
Die Lufttemperatur in der Höhle beträgt das ganze Jahr etwa 4–6 °C.

## Geschichte und Erforschung
Ofen ist eine hierorts häufige Bezeichnung für eine enge Felsformation.

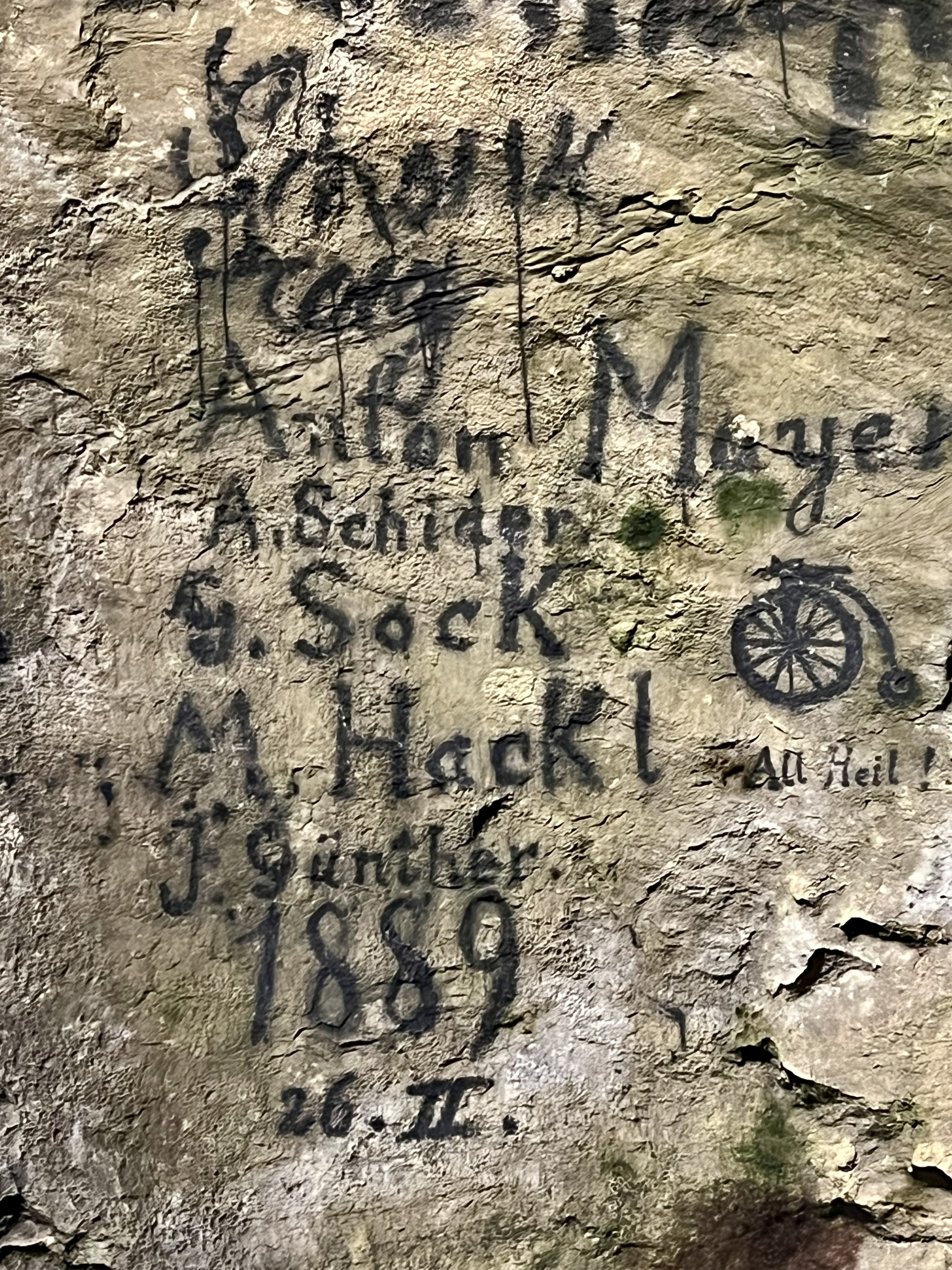
Inschrift in der Höhle von einer Expedition 1889

Jahrhundertelang war der Lamprechtsofen das Ziel von Schatzsuchern, die dort einen versteckten Schatz des Ritters Lamprecht vermuteten. Dass einige dabei ihr Leben lassen mussten, zeigen frühere Skelettfunde in den eingangsnahen Gängen und Hallen. Die Schatzsuche war sogar Anlass, die erzbischöfliche Obrigkeit zu verständigen. Der Dechant von Saalfelden, Jakob Zäller, wurde 1722 angewiesen: "Ihr habt die weltliche Obrigkheit zu ersuechen, das die Speluncen im so genannten Lamprechts-Ofen Loferer Gerichts mit nechsten gänzlich vermauert werde." Dies geschah 1723. Schatzsuchern gelang es dennoch immer wieder durchzudringen. 1833 machte Forstmeister v. Ferchl eine Höhlenbegehung. Um den Rückweg leichter zu finden, legte er eine Schnur aus und fertigte die erste Skizze an. Mit dem Höhlenforscher Anton von Posselt-Czorich (1854–1911) begann 1878 die systematische Erforschung des Lamprechtsofenloches.
Anfang des 20. Jahrhunderts wurde der Lamprechtsofen erstmals von Mitgliedern des Landesvereins für Höhlenkunde in Salzburg systematisch erforscht und vermessen. 1899 pachtete die Alpenvereinssektion Passau des Deutschen und Österreichischen Alpenvereins die Höhle und errichtete 1904 eine Forscherhütte vor der Höhle.
700 Meter der Höhle wurden für die Öffentlichkeit zugänglich gemacht und der Schauteil am 30. Juli 1905 eröffnet. Eine seinerzeitige Sensation war die elektrische Beleuchtung mit 280 bunten Glühbirnen. Der elektrische Strom dafür kam aus einem Kleinkraftwerk mit Druckrohrleitung 52 m unter einem kleinen Stauwerk am Höhlenbach am oberen Ende der Stainerhalle. 1974/75 wurde die Höhle jedoch ans öffentlichen Stromnetz angeschlossen.
Der Loferer Bürgermeister Johann Stainer († 1937) förderte die weitere Erforschung, die Stainerhalle ist nach ihm benannt.
Viele Jahre bildete dann der Bocksee, ein Siphonsee, das Ende des begehbaren Bereichs. Erst 1962 gelang es Tauchern des Salzburger Höhlenvereins, dieses Hindernis zu überwinden. Um eine weitere Erkundung der Höhle zu ermöglichen, wurde zunächst die Decke des Bockseesiphons abgesprengt. Da der Eingriff jedoch das Höhlenklima veränderte, wurde der Siphon später wieder verbaut und mit einem kurzen, verschließbaren Stollen umgangen.
In zahlreichen Expeditionen wurden in den folgenden Jahrzehnten viele neue Teile der Höhle entdeckt, erforscht und vermessen. Dies erwies sich als technisch immer anspruchsvoller, da der Eingang des Lamprechtsofens fast der tiefste Punkt der Höhle ist und es von dort aus meist bergauf geht. Zahlreiche Wandstufen, Schlufe und Schächte müssen von unten her bezwungen werden, für die Überquerung einiger Seen und Fließgewässer sind Schlauchboote und für die Überwindung von Siphons Tauchausrüstung notwendig.
Nachdem man im Inneren schon über 1000 Höhenmeter aufgestiegen war, wurde der Lamprechtsofen als höchstgelegene Höhle der Welt betrachtet. Die Endpunkte konnten nur durch mehrtägige Touren erreicht werden, was weitere Untersuchungen insbesondere wegen des mühsamen Materialtransportes schwierig machte. Man beschloss daher, vom Plateau der Leoganger Steinberge aus nach einem zweiten Eingang zu suchen. In den 1990er Jahren bemühten sich vor allem Forschergruppen aus Polen in mehrwöchigen Expeditionen, einen solchen Zugang zu finden; 1998 konnte dann am Ebersbergkar der zweite Zugang gefunden werden. Der Lamprechtsofen galt mit über 1600 m Höhenunterschied bis 2001 als tiefste Höhle der Erde. Der Durchstieg von oben her dauert mehrere Tage und ist trotz eingebauter Seile schwierig und gefährlich. Die Forschungen sind noch nicht abgeschlossen.

## Erschließung

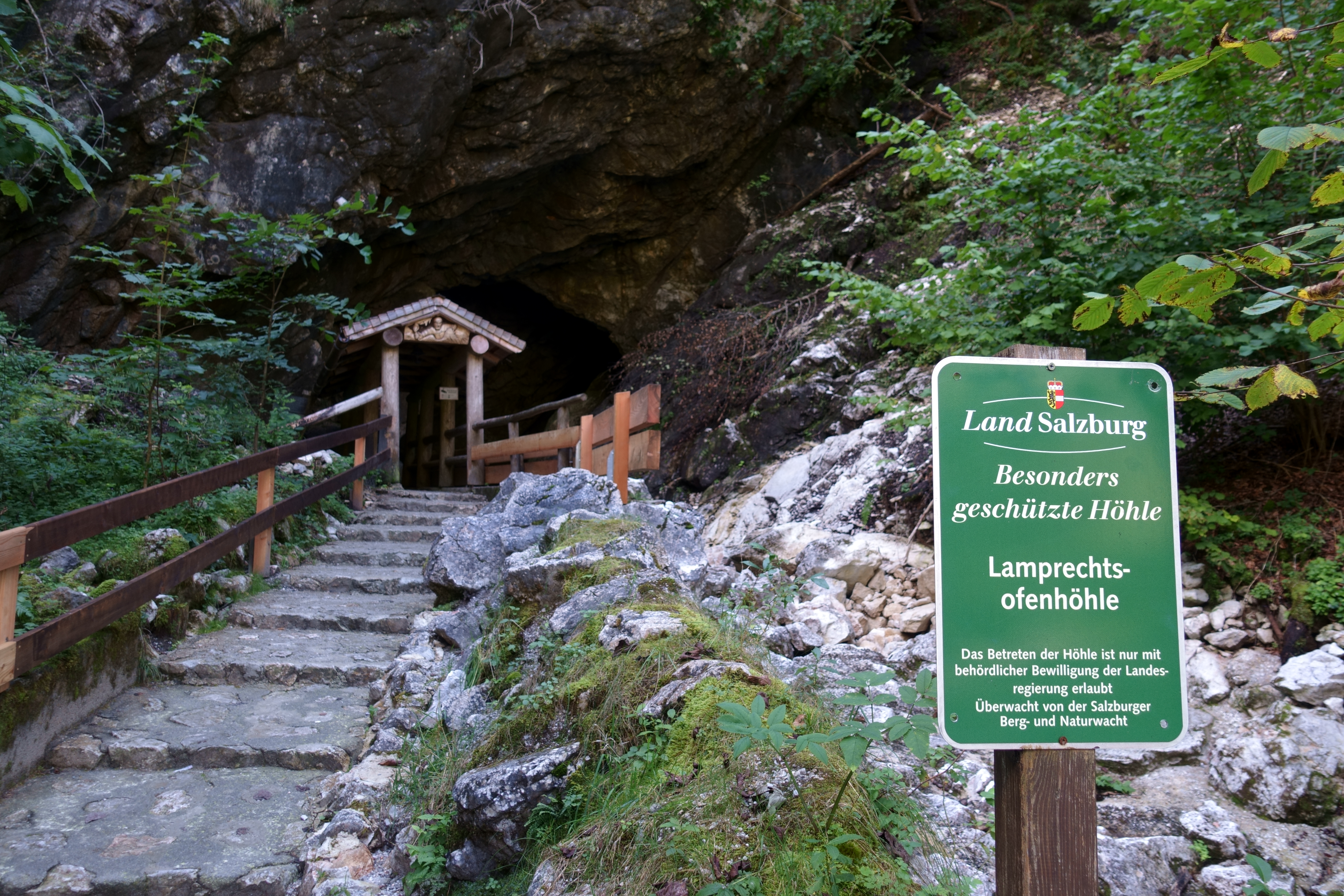
Portal der Höhle

Rund 700 Meter sind als Schauhöhle touristisch erschlossen. Im Sommerhalbjahr (Mai bis Oktober) ist die Höhle täglich geöffnet. Für Geübte werden nach Vereinbarung mehrstündige Führungen abseits des Schauhöhlenbetriebes und auch in den Schließmonaten angeboten.
Schon in der Kanzlerhöhle, im Mittelteil der Schauhöhle, führt ein Gittertor zum Forscherteil. Ein verschlossenes Gitter am Ende des Besucherteils erlaubt den Blick in die Tiefe der Höhle.
Der Lamprechtsofen ist die tiefste Höhle Österreichs und zählt zu den schwierigsten Höhlen weltweit. Aufgrund der Vielfalt an Seen, Wasserfällen und Klammen gilt das Höhlensystem in der Fachwelt als außerordentlich attraktiv. Der Forscherteil wird typisch im Winter begangen, da dann niedrigerer Wasserstand besseres Fortkommen ermöglicht. Die größten Teile können nur bei Frost begangen werden, da viele Gänge bei größeren Niederschlägen oder bei Schneeschmelze komplett unter Wasser stehen können.
Beim Höhleneingang befindet sich ein Gasthaus (Obsthurn 28).

## Vorfälle
Der Tiefpass (Siphon), der ein Stück innerhalb des Eingangs liegt, kann sich bei starken Regenfällen durch Anstieg des Wasserstands verschließen. Dies hat wiederholt Menschen den Ausgang aus der Höhle versperrt. Spätestens seit 2016 ist für solche Fälle in der Höhle ein Notlager mit Decken, etwas Proviant und einem Nottelefon angelegt.
- 1723 wurde nach dem Bekanntwerden von tödlichen Unfällen der Eingang für einige Zeit vermauert, Schatzsucher und Abenteurer gelangten trotzdem in die Höhle.
- Im 18. Jahrhundert wurden 14 Skelette von Menschen gefunden und die Stellen mit Kreuzen markiert.
- Am 4. Jänner 1991 wurde eine gut ausgerüstete Höhlenforscherexpedition (aus Nürnberg) vom Wasser in der Höhle festgesetzt. Eine 17-köpfige Rettungsmannschaft mit zwei Tauchern brachte die drei Männer und eine Frau in Sicherheit.[6]
- Am 5. September 1998 wurden 16 Personen – darunter sechs Kinder – von schnell steigendem Wasser eingeschlossen und kamen spätabends mit Rettern wieder ins Freie.[6]
- Am 28. August 2013 betraf ein ähnlicher Fall 26 Gäste, darunter sechs Kinder, die fünf Stunden eingesperrt waren.[6]
- Am 29. Juni 2002 stürzte eine 62-Jährige und zog sich einen Bruch zu, als sie versuchte trotz hohen Wassers noch den Ausgang zu erreichen. Die deutsche Urlaubergruppe, der sie angehörte, konnte abends die Höhle verlassen.[6]
- Am 5. August 2016 kamen bei Wasseranstieg noch zahlreiche Höhlenbesucher heraus, ein 7-jähriger Bub wurde unverletzt herausgeschwemmt. Sieben Personen harrten bis zu vier Stunden in der Höhle aus. Etwa zwei Stunden nach Alarmierung der Höhlenrettung um 15:22 Uhr war das Wasser so weit gefallen, dass ausgerüstete Retter einsteigen konnten. Weitere zwei Stunden später kamen die durchnässten, unterkühlten Personen durch das nur mehr knapp knietiefe Wasser heraus, Kinder wurden dabei getragen. Die Gastronomin beim Eingang der Höhle hatte schon vor Alarmierung eine Zeit lang keine Besucher mehr in die Höhle gelassen.[7] Die Eingeschlossenen hatten das Notruftelefon in der Höhle nicht entdeckt.[8]
- Am 17. Februar 2022 wurde einer angemeldeten Expedition von Höhlenforschern aus Polen der Weg aus dem Ofen durch einen Schmelzwasseranstieg versperrt. Trotz des Frühwarnsystems konnten die drei Männer, die am Morgen in die Höhle eingestiegen waren, nicht mehr rechtzeitig zum Höhleneingang zurückkehren. Taucher der Höhlenrettung nahmen am nächsten Tag Kontakt mit ihnen auf. Anders als zuvor befürchtet, dauerte die Rettung jedoch nicht mehrere Tage, denn der Pegel des Schmelzwassers fiel sehr rasch und die Männer konnten ohne Tauchgerät die siphonartige Engstelle passieren. In den Nachtstunden des 18. Februar verließen alle drei die Höhle leicht unterkühlt, aber unverletzt.[9]